# Zoran Tošić
Zoran Tošić (in serbo Зоран Тошић?; Zrenjanin, 28 aprile 1987) è un ex calciatore serbo, centrocampista.

## Carriera

### Club

#### Gli inizi
Tošić nacque a Zrenjanin, Repubblica Socialista di Serbia. Tošić inizia la sua carriera al Proleter Zrenjanin, squadra serba poi unitasi al Banatski Dvor, per formare il Banat Zrenjanin, squadra militanti nella Prva Liga Srbija. Con il Banat ottenne 25 presenze, segnando due gol, aiutando la squadra a non retrocedere.
Le prestazioni di Tošić sia sulla scena nazionale con il Banat e nella scena internazionale con la nazionale serba U-21 gli valsero molti offerte dai club di tutta Europa. Il 6 agosto 2007, Tošić firmò un contratto di 4 anni con il Partizan. Debuttò con il Partizan l'11 agosto allo stadio Karađorđe, contro il Vojvodina. La partita finì 1-0 per il Partizan.

#### Manchester United
Il 22 novembre 2008, il Daily Mail annunciò che un accordo fu raggiunto tra il Partizan e il Manchester United, e nella finestra di calciomercato del 2009, Tošić sarebbe passato ai Red Devils.
Tošić fu convocato per la prima volta il 20 gennaio 2009, senza scendere in campo, nella semifinale di ritorno della Football League Cup 2008-2009 contro il Derby County. Debuttò con i Red Devils il 24 gennaio 2009, in un match di FA Cup contro il Tottenham, sostituendo al 72º minuto Cristiano Ronaldo. Tošić debuttò in Premier League tre giorni dopo, il 27 gennaio 2009, sostituendo il suo amico Dimităr Berbatov al 77º minuto, nella vittoria per 5-0 contro il West Bromwich. Anche se non fece molte presenze nella prima stagione al Manchester United, Tošić diventò un titolare nella squadra B del Manchester, conquistando infine un secondo posto nella Premier Reserve League, e segnando, al Reebok Stadium il gol che fece vincere i Red Devils nella Manchester Senior Cup contro il Bolton.
Segnò il primo gol con la squadra maggiore il 26 luglio 2009, durante la campagna pre-stagionale in Asia, nella vittoria per 8-2 contro l'Hangzhou Greentown.

#### Il prestito al Colonia
Il 27 gennaio 2010, Tošić si trasferì al Colonia in prestito fino alla fine della stagione 2009-2010.
Debuttò tre giorni dopo, il 30 gennaio, sostituendo al 54' minuto Taner Yalçın, contro l'Eintracht Frankfurt nella partita fuori casa vinta per 2-1. Il 27 marzo 2010, Tošić segnò una doppietta nella vittoria in trasferta per 4-1 contro l'Hannover 96. Tuttavia, Tošić venne squalificato nella partita successiva, persa per 3-0 contro l'Hertha BSC per una doppia ammonizione in uno spazio di 45 secondi.
Il 17 aprile 2010, una volta finita la squalifica, Tošić ritornò in squadra e segnò un'altra doppietta, nella vittoria per 2-0 contro il Bochum. Dopo cinque mesi al Colonia, Tošić ritornò al Manchester nel giugno del 2010.

#### CSKA Mosca
Il 15 giugno 2010, Tošić firmò un contratto di 5 anni con il CSKA Mosca. La squadra russa diede al Manchester circa 8 milioni di sterline. Debuttò con il CSKA il 1º agosto 2010, per poi essere sostituito al 73º minuto da Sekou Oliseh, nella partita vinta per 2-1 contro lo Spartak Mosca. Il 15 agosto 2010, segnò il suo primo gol nella Prem'er-Liga contro l'Anži. Quattro giorni dopo, il 19 agosto 2010, segnò una doppietta in Europa League contro l'Anarthosis, nella partita vinta per 4-0.
Il 1 luglio 2017, il giocatore rescinde il proprio contratto con il CSKA

### Nazionale
Tošić debuttò con la nazionale serba Under-21 il 23 marzo 2007, contro la nazionale belga Under-21. Quattro giorni dopo, segnò il suo primo gol internazionale, contro la nazionale portoghese Under-21. Giocò anche il campionato europeo Under-21 2007, dove la Serbia raggiunse la finale, per poi perderla contro i Paesi Bassi.
Il 31 agosto 2007, Tošić fu chiamato per la prima volta dalla nazionale maggiore per le qualificazioni al campionato europeo nel 2008, giocando contro la Finlandia e il Portogallo. Tošić segnò il suo primo gol internazionale in un'amichevole contro il Sudafrica, realizzando una doppietta. La partita finì 3-1 per i serbi.

## Statistiche

### Presenze e reti nei club
Statistiche aggiornate al 31 ottobre 2020.
| Stagione              | Squadra               | Campionato            | Campionato | Campionato | Coppe nazionali | Coppe nazionali | Coppe nazionali | Coppe continentali | Coppe continentali | Coppe continentali | Altre coppe | Altre coppe | Altre coppe | Totale | Totale | Totale |
| Stagione              | Squadra               | Comp                  | Pres       | Reti       | Comp            | Pres            | Reti            | Comp               | Pres               | Reti               | Comp        | Pres        | Reti        | Pres   | Reti   |        |
| --------------------- | --------------------- | --------------------- | ---------- | ---------- | --------------- | --------------- | --------------- | ------------------ | ------------------ | ------------------ | ----------- | ----------- | ----------- | ------ | ------ | ------ |
| 2006-2007             | Banat Zrenjanin       | PL                    | 25         | 2          | -               | -               | -               | -                  | -                  | -                  | -           | -           | -           | 25     | 2      |        |
| 2007-2008             | Partizan              | SL                    | 32         | 8          | KS              | 1+              | 0+              | -                  | -                  | -                  | -           | -           | -           | 33+    | 8+     |        |
| 2008-gen. 2009        | Partizan              | SL                    | 17         | 6          | KS              | 0+              | 0+              | UCL+CU             | 1+6                | 1+1                | -           | -           | -           | 24+    | 8      |        |
| gen.-giu. 2009        | Manchester Utd        | PL                    | 2          | 0          | FACup+CdL       | 1+0             | 0               | UCL                | -                  | -                  | -           | -           | -           | 3      | 0      |        |
| set. 2009-gen. 2010   | Manchester Utd        | PL                    | 0          | 0          | FACup+CdL       | 0+2             | 0               | UCL                | -                  | -                  | -           | -           | -           | 2      | 0      |        |
| Totale Manchester Utd | Totale Manchester Utd | Totale Manchester Utd | 2          | 0          |                 | 3               | 0               |                    | -                  | -                  |             | -           | -           | 5      | 0      |        |
| gen.-giu. 2010        | Colonia               | BL                    | 13         | 5          | CG              | 1               | 0               | -                  | -                  | -                  | -           | -           | -           | 14     | 5      |        |
| 2010                  | CSKA Mosca            | PL                    | 15         | 3          | KR              | 3               | 0               | UEL                | 14                 | 4                  | -           | -           | -           | 32     | 7      |        |
| 2011-2012             | CSKA Mosca            | PL                    | 36         | 8          | KR              | 1               | 0               | UCL                | 6                  | 1                  | SR          | 0           | 0           | 43     | 9      |        |
| 2012-2013             | CSKA Mosca            | PL                    | 25         | 3          | KR              | 1               | 0               | UEL                | 2                  | 0                  | -           | -           | -           | 28     | 3      |        |
| 2013-2014             | CSKA Mosca            | PL                    | 27         | 11         | KR              | 3               | 0               | UCL                | 6                  | 2                  | SR          | 0           | 0           | 36     | 13     |        |
| 2014-2015             | CSKA Mosca            | PL                    | 27         | 7          | KR              | 1               | 0               | UCL                | 5                  | 0                  | SR          | 1           | 1           | 34     | 8      |        |
| 2015-2016             | CSKA Mosca            | PL                    | 28         | 4          | KR              | 3               | 1               | UCL                | 10                 | 1                  | -           | -           | -           | 41     | 6      |        |
| 2016-2017             | CSKA Mosca            | PL                    | 24         | 1          | KR              | 0               | 0               | UCL                | 4                  | 0                  | SR          | 1           | 0           | 29     | 1      |        |
| Totale CSKA Mosca     | Totale CSKA Mosca     | Totale CSKA Mosca     | 182        | 37         |                 | 12              | 1               |                    | 47                 | 8                  |             | 2           | 1           | 243    | 47     |        |
| 2017-2018             | Partizan              | SL                    | 22         | 11         | KS              | 4               | 2               | UCL+UEL            | 0+5                | 1                  | -           | -           | -           | 31     | 14     |        |
| 2018-2019             | Partizan              | SL                    | 16         | 4          | KS              | 4               | 1               | UEL                | 1                  | 0                  | -           | -           | -           | 21     | 5      |        |
| 2019-feb. 2020        | Partizan              | SL                    | 17         | 5          | KS              | 0               | 0               | UEL                | 12                 | 2                  | -           | -           | -           | 29     | 7      |        |
| Totale Partizan       | Totale Partizan       | Totale Partizan       | 104        | 34         |                 | 9+              | 3+              |                    | 25                 | 5                  |             | -           | -           | 138+   | 42+    |        |
| 2020                  | Taizhou Yuanda        | CL1                   | 7+2        | 3          | CC              | 1               | 0               | -                  | -                  | -                  | -           | -           | -           | 10     | 3      |        |
| 2021                  | Tobyl                 | QPL                   | 8          | 1          | KK              | 5               | 4               | UECL               | 4                  | 0                  | -           | -           | -           | 17     | 5      |        |
| 2022                  | Tobyl                 | QPL                   | 23         | 5          | KK              | 1               | 0               | UCL+UECL           | 2+4                | 0+1                | SK          | 1           | 0           | 31     | 6      |        |
| Totale Tobyl          | Totale Tobyl          | Totale Tobyl          | 31         | 6          |                 | 6               | 4               |                    | 10                 | 1                  |             | 1           | 0           | 48     | 11     |        |
| gen.-giu. 2023        | Lamia                 | SLE                   | 4          | 2          | KE              | 0               | 0               | -                  | -                  | -                  | -           | -           | -           | 4      | 2      |        |
| 2023-2024             | Lamia                 | SLE                   | 31         | 1          | KE              | 0               | 0               | -                  | -                  | -                  | -           | -           | -           | 31     | 1      |        |
| Totale Lamia          | Totale Lamia          | Totale Lamia          | 35         | 3          |                 | 0               | 0               |                    | -                  | -                  |             | -           | -           | 35     | 3      |        |
| Totale carriera       | Totale carriera       | Totale carriera       | 401        | 90         |                 | 32+             | 8+              |                    | 82                 | 14                 |             | 3           | 1           | 518+   | 113+   |        |

### Cronologia delle presenze in nazionale
| Cronologia completa delle presenze e delle reti in nazionale ― Serbia | Cronologia completa delle presenze e delle reti in nazionale ― Serbia | Cronologia completa delle presenze e delle reti in nazionale ― Serbia | Cronologia completa delle presenze e delle reti in nazionale ― Serbia | Cronologia completa delle presenze e delle reti in nazionale ― Serbia | Cronologia completa delle presenze e delle reti in nazionale ― Serbia | Cronologia completa delle presenze e delle reti in nazionale ― Serbia | Cronologia completa delle presenze e delle reti in nazionale ― Serbia |
| Data                                                                  | Città                                                                 | In casa                                                               | Risultato                                                             | Ospiti                                                                | Competizione                                                          | Reti                                                                  | Note                                                                  |
| --------------------------------------------------------------------- | --------------------------------------------------------------------- | --------------------------------------------------------------------- | --------------------------------------------------------------------- | --------------------------------------------------------------------- | --------------------------------------------------------------------- | --------------------------------------------------------------------- | --------------------------------------------------------------------- |
| 8-9-2007                                                              | Belgrado                                                              | Serbia                                                                | 0 – 0                                                                 | Finlandia                                                             | Qual. Euro 2008                                                       | -                                                                     | 53’ 77’                                                               |
| 12-9-2007                                                             | Lisbona                                                               | Portogallo                                                            | 1 – 1                                                                 | Serbia                                                                | Qual. Euro 2008                                                       | -                                                                     |                                                                       |
| 13-10-2007                                                            | Erevan                                                                | Armenia                                                               | 0 – 0                                                                 | Serbia                                                                | Qual. Euro 2008                                                       | -                                                                     | 61’                                                                   |
| 17-10-2007                                                            | Baku                                                                  | Azerbaigian                                                           | 1 – 6                                                                 | Serbia                                                                | Qual. Euro 2008                                                       | -                                                                     |                                                                       |
| 6-2-2008                                                              | Skopje                                                                | Macedonia                                                             | 1 – 1                                                                 | Serbia                                                                | Amichevole                                                            | -                                                                     | 59’                                                                   |
| 26-3-2008                                                             | Kiev                                                                  | Ucraina                                                               | 2 – 0                                                                 | Serbia                                                                | Amichevole                                                            | -                                                                     | 83’                                                                   |
| 28-5-2008                                                             | Burghausen                                                            | Russia                                                                | 2 – 1                                                                 | Serbia                                                                | Amichevole                                                            | -                                                                     |                                                                       |
| 31-5-2008                                                             | Gelsenkirchen                                                         | Germania                                                              | 2 – 1                                                                 | Serbia                                                                | Amichevole                                                            | -                                                                     | 82’                                                                   |
| 6-9-2008                                                              | Belgrado                                                              | Serbia                                                                | 2 – 0                                                                 | Fær Øer                                                               | Qual. Mondiali 2010                                                   | -                                                                     | 75’                                                                   |
| 15-10-2008                                                            | Vienna                                                                | Austria                                                               | 1 – 3                                                                 | Serbia                                                                | Qual. Mondiali 2010                                                   | -                                                                     | 63’                                                                   |
| 19-11-2008                                                            | Belgrado                                                              | Serbia                                                                | 6 – 1                                                                 | Bulgaria                                                              | Amichevole                                                            | -                                                                     | 60’                                                                   |
| 10-2-2009                                                             | Nicosia                                                               | Cipro                                                                 | 0 – 2                                                                 | Serbia                                                                | Amichevole                                                            | -                                                                     | 46’                                                                   |
| 11-2-2009                                                             | Nicosia                                                               | Ucraina                                                               | 1 – 0                                                                 | Serbia                                                                | Amichevole                                                            | -                                                                     | 58’ 80’                                                               |
| 12-8-2009                                                             | Pretoria                                                              | Sudafrica                                                             | 1 – 3                                                                 | Serbia                                                                | Amichevole                                                            | 2                                                                     | 46’                                                                   |
| 14-10-2009                                                            | Marijampolė                                                           | Lituania                                                              | 2 – 1                                                                 | Serbia                                                                | Qual. Mondiali 2010                                                   | 1                                                                     | 46’ 60’                                                               |
| 14-11-2009                                                            | Belfast                                                               | Irlanda del Nord                                                      | 0 – 1                                                                 | Serbia                                                                | Amichevole                                                            | -                                                                     |                                                                       |
| 18-11-2009                                                            | Londra                                                                | Corea del Sud                                                         | 0 – 1                                                                 | Serbia                                                                | Amichevole                                                            | -                                                                     | 46’                                                                   |
| 3-3-2010                                                              | Algeri                                                                | Algeria                                                               | 0 – 3                                                                 | Serbia                                                                | Amichevole                                                            | 1                                                                     | 53’                                                                   |
| 29-5-2010                                                             | Klagenfurt                                                            | Nuova Zelanda                                                         | 1 – 0                                                                 | Serbia                                                                | Amichevole                                                            | -                                                                     |                                                                       |
| 2-6-2010                                                              | Kufstein                                                              | Polonia                                                               | 0 – 0                                                                 | Serbia                                                                | Amichevole                                                            | -                                                                     | 46’                                                                   |
| 5-6-2010                                                              | Belgrado                                                              | Serbia                                                                | 4 – 3                                                                 | Camerun                                                               | Amichevole                                                            | -                                                                     | 68’                                                                   |
| 23-6-2010                                                             | Nelspruit                                                             | Australia                                                             | 2 – 1                                                                 | Serbia                                                                | Mondiali 2010 - 1º turno                                              | -                                                                     | 62’                                                                   |
| 11-8-2010                                                             | Belgrado                                                              | Serbia                                                                | 0 – 1                                                                 | Grecia                                                                | Amichevole                                                            | -                                                                     | 46’                                                                   |
| 7-9-2010                                                              | Belgrado                                                              | Serbia                                                                | 1 – 1                                                                 | Slovenia                                                              | Qual. Euro 2012                                                       | -                                                                     | 46’                                                                   |
| 8-10-2010                                                             | Belgrado                                                              | Serbia                                                                | 1 – 3                                                                 | Estonia                                                               | Qual. Euro 2012                                                       | -                                                                     | 46’                                                                   |
| 12-10-2010                                                            | Genova                                                                | Italia                                                                | 3 – 0 tav                                                             | Serbia                                                                | Qual. Euro 2012                                                       | -                                                                     |                                                                       |
| 17-11-2010                                                            | Sofia                                                                 | Bulgaria                                                              | 0 – 1                                                                 | Serbia                                                                | Amichevole                                                            | -                                                                     |                                                                       |
| 9-2-2011                                                              | Tel Aviv                                                              | Israele                                                               | 0 – 2                                                                 | Serbia                                                                | Amichevole                                                            | 1                                                                     |                                                                       |
| 25-3-2011                                                             | Belgrado                                                              | Serbia                                                                | 2 – 1                                                                 | Irlanda del Nord                                                      | Qual. Euro 2012                                                       | 1                                                                     |                                                                       |
| 29-3-2011                                                             | Tallinn                                                               | Estonia                                                               | 1 – 1                                                                 | Serbia                                                                | Qual. Euro 2012                                                       | -                                                                     |                                                                       |
| 3-6-2011                                                              | Seul                                                                  | Corea del Sud                                                         | 2 – 1                                                                 | Serbia                                                                | Amichevole                                                            | -                                                                     |                                                                       |
| 7-6-2011                                                              | Melbourne                                                             | Australia                                                             | 0 – 0                                                                 | Serbia                                                                | Amichevole                                                            | -                                                                     | 90’                                                                   |
| 10-8-2011                                                             | Mosca                                                                 | Russia                                                                | 1 – 0                                                                 | Serbia                                                                | Amichevole                                                            | -                                                                     | 46’                                                                   |
| 2-9-2011                                                              | Belfast                                                               | Irlanda del Nord                                                      | 0 – 1                                                                 | Serbia                                                                | Qual. Euro 2012                                                       | -                                                                     | 78’                                                                   |
| 6-9-2011                                                              | Belgrado                                                              | Serbia                                                                | 3 – 1                                                                 | Fær Øer                                                               | Qual. Euro 2012                                                       | 1                                                                     |                                                                       |
| 7-10-2011                                                             | Belgrado                                                              | Serbia                                                                | 1 – 1                                                                 | Italia                                                                | Qual. Euro 2012                                                       | -                                                                     | 88’                                                                   |
| 11-10-2011                                                            | Maribor                                                               | Slovenia                                                              | 1 – 0                                                                 | Serbia                                                                | Qual. Euro 2012                                                       | -                                                                     |                                                                       |
| 28-2-2012                                                             | Limassol                                                              | Armenia                                                               | 0 – 2                                                                 | Serbia                                                                | Amichevole                                                            | -                                                                     | 58’                                                                   |
| 29-2-2012                                                             | Nicosia                                                               | Cipro                                                                 | 0 – 0                                                                 | Serbia                                                                | Amichevole                                                            | -                                                                     | 79’                                                                   |
| 26-5-2012                                                             | San Gallo                                                             | Spagna                                                                | 2 – 0                                                                 | Serbia                                                                | Amichevole                                                            | -                                                                     | 76’                                                                   |
| 5-6-2012                                                              | Solna                                                                 | Svezia                                                                | 2 – 1                                                                 | Serbia                                                                | Amichevole                                                            | -                                                                     | cap.                                                                  |
| 15-8-2012                                                             | Belgrado                                                              | Serbia                                                                | 0 – 0                                                                 | Irlanda                                                               | Amichevole                                                            | -                                                                     | 82’                                                                   |
| 8-9-2012                                                              | Glasgow                                                               | Scozia                                                                | 0 – 0                                                                 | Serbia                                                                | Qual. Mondiali 2014                                                   | -                                                                     |                                                                       |
| 11-9-2012                                                             | Novi Sad                                                              | Serbia                                                                | 6 – 1                                                                 | Galles                                                                | Qual. Mondiali 2014                                                   | 1                                                                     | 70’                                                                   |
| 12-10-2012                                                            | Belgrado                                                              | Serbia                                                                | 0 – 3                                                                 | Belgio                                                                | Qual. Mondiali 2014                                                   | -                                                                     | 67’                                                                   |
| 16-10-2012                                                            | Skopje                                                                | Macedonia                                                             | 1 – 0                                                                 | Serbia                                                                | Qual. Mondiali 2014                                                   | -                                                                     |                                                                       |
| 6-2-2013                                                              | Nicosia                                                               | Cipro                                                                 | 1 – 3                                                                 | Serbia                                                                | Amichevole                                                            | -                                                                     | 46’                                                                   |
| 22-3-2013                                                             | Zagabria                                                              | Croazia                                                               | 2 – 0                                                                 | Serbia                                                                | Qual. Mondiali 2014                                                   | -                                                                     |                                                                       |
| 26-3-2013                                                             | Novi Sad                                                              | Serbia                                                                | 2 – 0                                                                 | Scozia                                                                | Qual. Mondiali 2014                                                   | -                                                                     | 26’ 90+3’                                                             |
| 6-9-2013                                                              | Belgrado                                                              | Serbia                                                                | 1 – 1                                                                 | Croazia                                                               | Qual. Mondiali 2014                                                   | -                                                                     | 38’ 56’                                                               |
| 11-10-2013                                                            | Novi Sad                                                              | Serbia                                                                | 2 – 0                                                                 | Giappone                                                              | Amichevole                                                            | -                                                                     | 60’                                                                   |
| 15-10-2013                                                            | Jagodina                                                              | Serbia                                                                | 5 – 1                                                                 | Macedonia                                                             | Qual. Mondiali 2014                                                   | -                                                                     |                                                                       |
| 15-11-2013                                                            | Dubai                                                                 | Russia                                                                | 1 – 1                                                                 | Serbia                                                                | Amichevole                                                            | -                                                                     | 83’                                                                   |
| 5-3-2014                                                              | Dublino                                                               | Irlanda                                                               | 1 – 2                                                                 | Serbia                                                                | Amichevole                                                            | -                                                                     | 59’                                                                   |
| 26-5-2014                                                             | Harrison                                                              | Serbia                                                                | 2 – 1                                                                 | Giamaica                                                              | Amichevole                                                            | -                                                                     |                                                                       |
| 31-5-2014                                                             | Bridgeview                                                            | Panama                                                                | 1 – 1                                                                 | Serbia                                                                | Amichevole                                                            | -                                                                     | 61’                                                                   |
| 6-6-2014                                                              | San Paolo                                                             | Brasile                                                               | 1 – 0                                                                 | Serbia                                                                | Amichevole                                                            | -                                                                     | 70’                                                                   |
| 7-9-2014                                                              | Belgrado                                                              | Serbia                                                                | 1 – 1                                                                 | Francia                                                               | Amichevole                                                            | -                                                                     |                                                                       |
| 11-10-2014                                                            | Erevan                                                                | Armenia                                                               | 1 – 1                                                                 | Serbia                                                                | Qual. Euro 2016                                                       | 1                                                                     |                                                                       |
| 14-10-2014                                                            | Belgrado                                                              | Serbia                                                                | 0 – 3 tav                                                             | Albania                                                               | Qual. Euro 2016                                                       | -                                                                     |                                                                       |
| 14-11-2014                                                            | Belgrado                                                              | Serbia                                                                | 1 – 3                                                                 | Danimarca                                                             | Qual. Euro 2016                                                       | 1                                                                     |                                                                       |
| 18-11-2014                                                            | La Canea                                                              | Grecia                                                                | 0 – 2                                                                 | Serbia                                                                | Amichevole                                                            | -                                                                     | 89’                                                                   |
| 29-3-2015                                                             | Lisbona                                                               | Portogallo                                                            | 2 – 1                                                                 | Serbia                                                                | Qual. Euro 2016                                                       | -                                                                     | 78’ 82’                                                               |
| 7-6-2015                                                              | Sankt Pölten                                                          | Serbia                                                                | 4 – 1                                                                 | Azerbaigian                                                           | Amichevole                                                            | -                                                                     |                                                                       |
| 13-6-2015                                                             | Copenaghen                                                            | Danimarca                                                             | 2 – 0                                                                 | Serbia                                                                | Qual. Euro 2016                                                       | -                                                                     | 65’                                                                   |
| 4-9-2015                                                              | Novi Sad                                                              | Serbia                                                                | 2 – 0                                                                 | Armenia                                                               | Qual. Euro 2016                                                       | -                                                                     | 60’                                                                   |
| 7-9-2015                                                              | Bordeaux                                                              | Francia                                                               | 2 – 1                                                                 | Serbia                                                                | Amichevole                                                            | -                                                                     | 58’                                                                   |
| 8-10-2015                                                             | Elbasan                                                               | Albania                                                               | 0 – 2                                                                 | Serbia                                                                | Qual. Euro 2016                                                       | -                                                                     |                                                                       |
| 11-10-2015                                                            | Belgrado                                                              | Serbia                                                                | 1 – 2                                                                 | Portogallo                                                            | Qual. Euro 2016                                                       | 1                                                                     | 85’                                                                   |
| 13-11-2015                                                            | Ostrava                                                               | Rep. Ceca                                                             | 4 – 1                                                                 | Serbia                                                                | Amichevole                                                            | -                                                                     | 59’                                                                   |
| 23-3-2016                                                             | Poznań                                                                | Polonia                                                               | 1 – 0                                                                 | Serbia                                                                | Amichevole                                                            | -                                                                     | 66’                                                                   |
| 29-3-2016                                                             | Tallinn                                                               | Estonia                                                               | 0 – 1                                                                 | Serbia                                                                | Amichevole                                                            | -                                                                     | 87’                                                                   |
| 31-5-2016                                                             | Novi Sad                                                              | Serbia                                                                | 3 – 1                                                                 | Israele                                                               | Amichevole                                                            | -                                                                     | 79’                                                                   |
| 5-6-2016                                                              | Monaco                                                                | Serbia                                                                | 1 – 1                                                                 | Russia                                                                | Amichevole                                                            | -                                                                     | 66’                                                                   |
| 6-10-2016                                                             | Chișinău                                                              | Moldavia                                                              | 0 – 3                                                                 | Serbia                                                                | Qual. Mondiali 2018                                                   | -                                                                     | 69’                                                                   |
| 15-11-2016                                                            | Charkiv                                                               | Ucraina                                                               | 2 – 0                                                                 | Serbia                                                                | Amichevole                                                            | -                                                                     | 46’                                                                   |
| Totale                                                                |                                                                       | Presenze (10º posto)                                                  | 76                                                                    |                                                                       | Reti                                                                  | 11                                                                    |                                                                       |

## Palmarès

### Club

#### Competizioni nazionali
- Campionato serbo: 1

Partizan: 2007-2008
- Coppa di Serbia: 3

Partizan: 2007-2008, 2017-2018, 2018-2019
- Campionato inglese: 1

Manchester United: 2008-2009
- Coppa di Lega inglese: 1

Manchester United: 2008-2009
- Campionato russo: 3

CSKA Mosca: 2012-2013, 2013-2014, 2015-2016
- Coppa di Russia: 2

CSKA Mosca: 2010-2011, 2012-2013
- Supercoppa di Russia: 2

CSKA Mosca: 2013, 2014
- Campionato kazako: 1

Tobol: 2021
- Supercoppa del Kazakistan: 1

Tobol: 2022

### Individuale
- Selezione UEFA dell'Europeo Under-21: 1

Svezia 2009